# Aristolochia labiata
Aristolochia labiata även näbbpipranka är en piprankeväxtart som beskrevs av Carl Ludwig von Willdenow. Aristolochia labiata ingår i släktet piprankor, och familjen piprankeväxter. Inga underarter finns listade i Catalogue of Life.